# Katedra światła

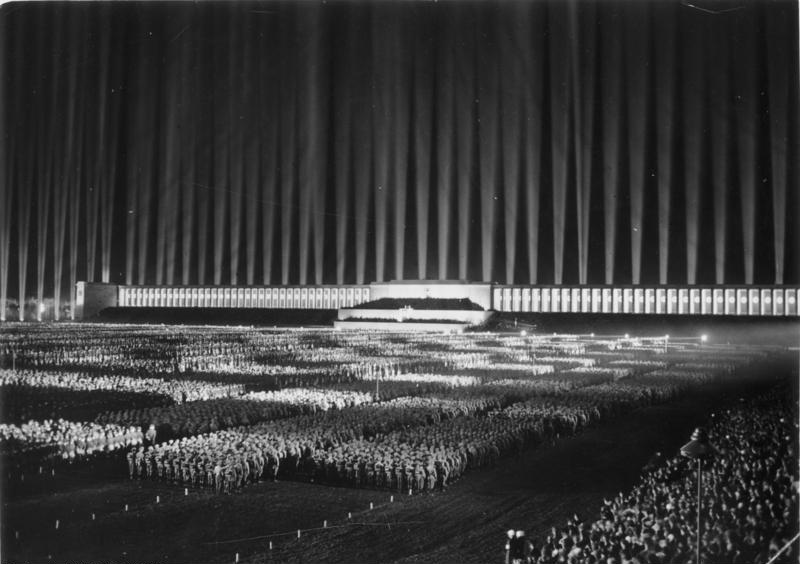
„Katedra światła” podczas zjazdu NSDAP w 1936 roku

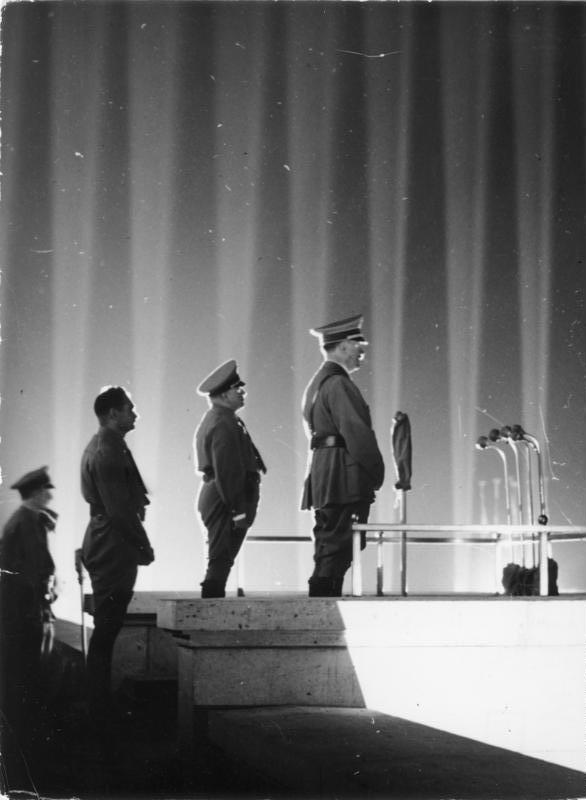
Adolf Hitler, Robert Ley i Rudolf Heß w trakcie „katedry światła”, podczas zjazdu NSDAP w 1936 roku

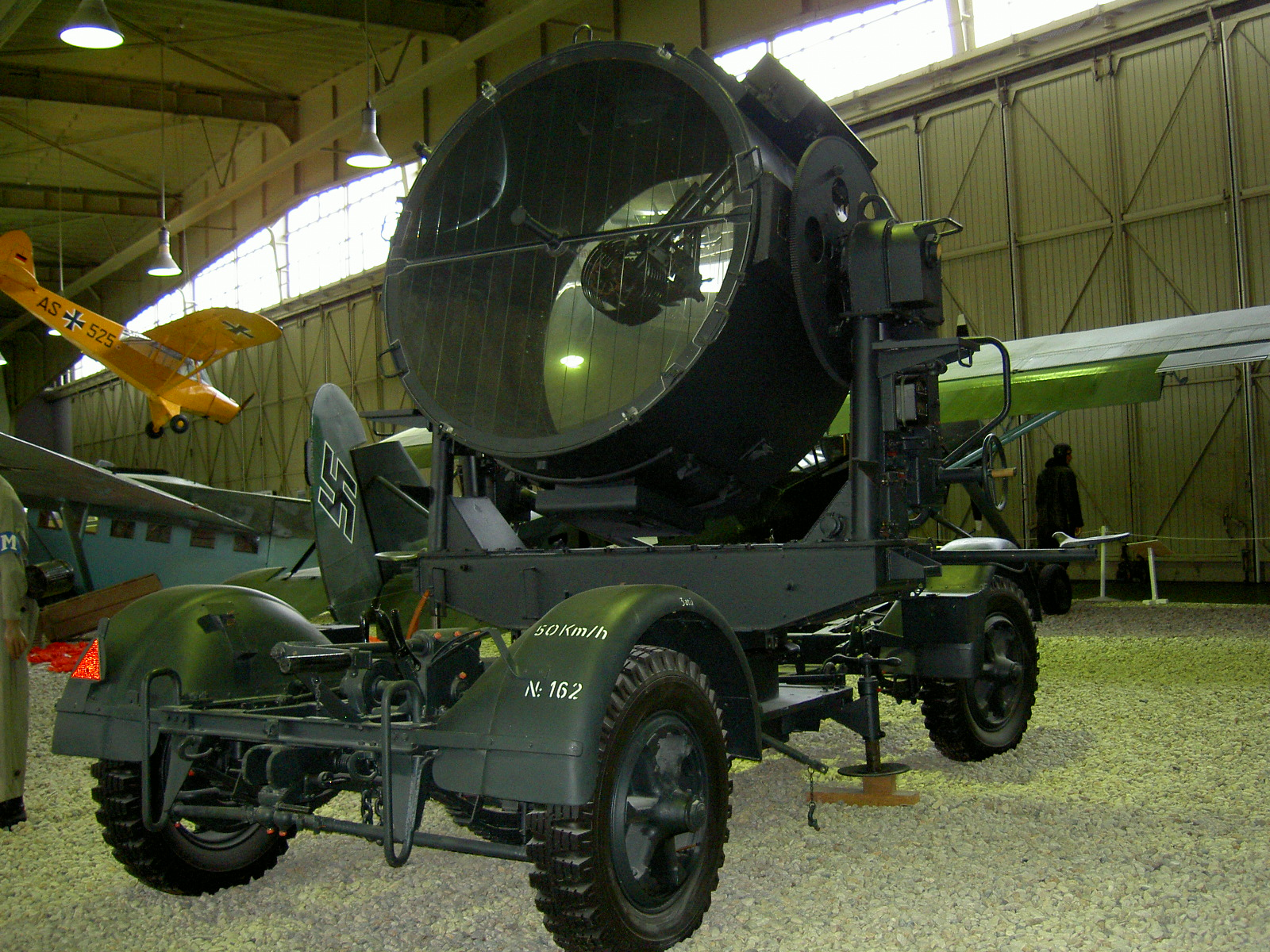
Niemiecki reflektor przeciwlotniczy z lat 30. XX wieku w Militärhistorisches Museum Flugplatz Berlin-Gatow

Katedra światła (niem. Lichtdom) – główny element estetyczny zjazdów organizowanych przez Narodowosocjalistyczną Niemiecką Partię Robotników (NSDAP) w Norymberdze, począwszy od 1936 roku. Składał się ze 152 reflektorów przeciwlotniczych, rozmieszczonych co 12 metrów, skierowanych w niebo, tworząc serię pionowych słupów otaczających publiczność. „Katedra światła” została udokumentowana w nazistowskim filmie propagandowym Festliches Nürnberg (1937).

## Historia
„Katedra światła” był pomysłem architekta Alberta Speera, któremu kanclerz Rzeszy Adolf Hitler zlecił zaprojektowanie terenu zjazdów w Norymberdze na coroczne partyjne spotkania. Miejscem gdzie odbywała się „katedra światła” było pole Zeppelinfeld, zbudowane dla ponad 300 000 uczestników jako część terenu zjazdów NSDAP. Speer opisał efekt jako wrażenie ogromnego pokoju, z belkami służącymi jako potężne filary nieskończenie lekkich ścian zewnętrznych.
Reflektory przeciwlotnicze pożyczano od Luftwaffe, co powodowało konflikt z jej dowódcą Hermannem Göringiem, bowiem stanowiły one większość niemieckiej rezerwy strategicznej, ale Hitler odrzucał ten argument sugerując, że była to użyteczna dezinformacja („Jeśli użyjemy ich w tak dużej liczbie do czegoś takiego, inne kraje pomyślą, że pływamy w reflektorach”).
Kiedy wybuchła II wojna światowa, reflektory były używane do podświetlania samolotów wroga, tak aby flak mógł je zestrzeliwać w nocy. Reflektory używane podczas nazistowskich zjazdów miały zasięg od około dwunastu do piętnastu kilometrów.

## Reflektory
Opracowane w latach trzydziestych XX wieku niemieckie reflektory przeciwlotnicze, wykorzystywały paraboliczne reflektory o średnicy 150 centymetrów i mocy 990 milionów kandeli. System był zasilany przez 24-kilowatowy generator, oparty na 8-cylindrowym silniku o mocy 51 koni mechanicznych (38 kilowatów), zapewniający prąd 200 amperów przy 110 woltach. 
Reflektor był podłączony do generatora kablem o długości 200 metrów. System miał zasięg wykrywania około 8 kilometrów dla celów na wysokości między 4000 a 5000 metrów i można go było uczynić mobilnym za pomocą dwóch zestawów, jednego dla reflektora i jednego dla generatora. Do jego obsługi potrzebna była załoga składająca się z siedmiu osób.